# Ivan Đakon
Ivan Đakon († nakon 1018.), mletački ljetopisac te kapelan i tajnik mletačkog dužda Petra II. Orseola (991. – 1009.). Autor je najstarije mletačkog ljetopisa "Venetska kronika" (lat. Chronicum Venetum) u kojem se služio starijim spisima. Kronika iznosi događaje do 1008. godine i sadrži dragocjene podatke o hrvatskim zemljama u 9. i 10. stoljeću, s vrijednim informacijama o vladavini knezova Domagoja, Zdeslava i Branimira.